# Elaphria fissistigma
Elaphria fissistigma là một loài bướm đêm trong họ Noctuidae.